# NGC 3839
NGC 3839 est une galaxie spirale magellanique située dans la constellation du Lion. NGC 3839 a été découverte par l'astronome français Édouard Stephan en 1882.

## Caractéristiques
La classe de luminosité de NGC 3839 est IV-V et elle présente une large raie HI.

### Distance
Sa vitesse par rapport au fond diffus cosmologique est de 6 264 ± 25 km/s, ce qui correspond à une distance de Hubble de 92,4 ± 6,5 Mpc (∼301 millions d'al).
À ce jour, six mesures non basées sur le décalage vers le rouge (redshift) donnent une distance de 57,717 ± 2,828 Mpc (∼188 millions d'al), ce qui est loin à l'extérieur des valeurs de la distance de Hubble. Notons que c'est avec la valeur moyenne des mesures indépendantes, lorsqu'elles existent, que la base de données NASA/IPAC calcule le diamètre d'une galaxie et qu'en conséquence le diamètre de NGC 3839 pourrait être d'environ 32,6 kpc (∼106 000 al) si on utilisait la distance de Hubble pour le calculer.

### Radiogalaxie
Selon la base de données Simbad, NGC 3839 est une radiogalaxie.

## Supernova
La supernova SN 2009mh a été découverte dans NGC 3839 le 12 décembre 2009 à Yamagata au Japon par Koichi Itagaki. Cette supernova était de type Ia.

## Groupe d'IC 724
La galaxie NGC 3839 fait partie du groupe d'IC 724. Selon Abraham Mahtessian, ce groupe compte six membres : NGC 3817, NGC 3822 (=NGC 3848), NGC 3825 (=NGC 3852), NGC 3839, IC 724 et UGC 6617 (noté 1136+1014 dans l'article une abréviation pour CGCG 1136.7+1014).
Trois des galaxies de ce groupe (NGC 3817, NGC 3848 et NGC 3852) font partie du groupe compact de Hickson 58 qui compte cinq galaxies. Les quatrième et cinquième galaxies du groupe compact sont NGC 3819 et NGC 3820. Elles sont dans la même région de la sphère céleste et à des distances respectives de 96,9 Mpc et 95,0 Mpc de la Voie lactée, alors que la distance moyenne des six galaxies du groupe d'IC 724 de la liste de Mahtessian est de 96,0 ± 3,0 Mpc (∼313 millions d'al). NGC 3819 et NGC 3820 devraient donc être incluses dans ce groupe.

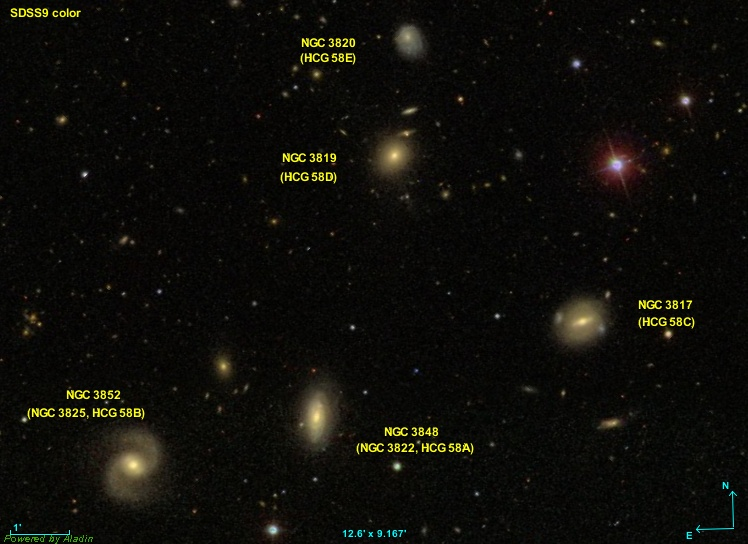
Les cinq galaxies du groupe compact de Hickson 58.